# Platysenta pagetolophus
Platysenta pagetolophus là một loài bướm đêm trong họ Noctuidae.